# 加茲登 (亞利桑那州)
加茲登（英語：Gadsden）是位於美國亞利桑那州尤馬縣的一個人口普查指定地區。根據2010年美國人口普查，該地人口為953人，而該地的面積約為5.09平方千米。

## 地理
加茲登的座標為32°33′28″N 114°47′00″W / 32.55778°N 114.78333°W，而該地最高點為海拔高度30米（即98英尺）。